# Holomelina latus
Holomelina latus là một loài bướm đêm thuộc phân họ Arctiinae, họ Erebidae.